# The xx
The xx là một ban nhạc indie pop người Anh từ Wandsworth, Luân Đôn, thành lập vào năm 2005. Đội hình của nhóm gồm Romy Madley Croft (guitar, hát), Oliver Sim (bass, hát) và Jamie Smith (còn biết đến với nghệ danh Jamie xx) (beats, MPC, sản xuất thu âm). Họ nổi tiếng với âm thanh tối giản độc đáo, pha trộn với nhiều thể loại nhạc như indie pop, indie electronic, dream pop và electro-rock cũng như sự kết hợp song ca của cả Croft và Sim.
Ban nhạc được thành lập khi hai thành viên Croft và Sim gặp nhau tại Trường phổ thông Elliott, khi Baria Qureshi gia nhập cùng năm và với Smith là một năm sau đó. Sau khi đăng bản demo trên trang Myspace của nhóm, The xx đã thu hút sự chú ý của hãng đĩa Young Turks do Beggars Group sở hữu. Nhờ làm việc cùng nhà sản xuất Rodaidh McDonald, ban nhạc đã phát hành album phòng thu đầu tay xx vào tháng 8 năm 2009. Album đã thành công cả về mặt thương mại và phê bình, đạt vị trí thứ ba trên UK Albums Chart, đồng thời được The Guardian xếp thứ nhất và NME xếp thứ hai trong các danh sách album hay nhất năm của hai tạp chí này; sau đó album cũng giành giải Mercury vào năm 2010. Sau album đầu tay, Qureshi rời nhóm và the xx phát hành album phòng thu thứ hai, Coexist vào ngày 5 tháng 12 năm 2012; album được đón nhận tích cực và đạt vị trí quán quân ở Anh quốc cũng như hạng năm trên Billboard 200.

## Thành viên
Thành viên cũ
- Romy Madley Croft – guitar, hát
- Oliver Sim – bass guitar, hát
- Jamie Smith – beats, MPC, synthesiser, trống, keyboards, sản xuất đĩa

Cựu thành viên
- Baria Qureshi – keyboards, guitar (2005–2009)

## Đĩa nhạc
- xx (2009)
- Coexist (2012)
- I See You (2017)

## Lưu diễn
- The xx Tour (2009–10)
- Coexist Tour (2012–2014)
- I See You Tour (2017–2018)